# Bertula rostrilinea
Bertula rostrilinea är en fjärilsart som beskrevs av Louis Beethoven Prout 1928. Bertula rostrilinea ingår i släktet Bertula och familjen nattflyn. Inga underarter finns listade i Catalogue of Life.